# Народна трибуна (1936 – 1939)
Вижте пояснителната страница за други значения на Пирин.
„Народна трибуна“ с подзаглавие Независим вестник на български език. Излиза на 1 и 15 число е български вестник на българската емиграция в Аржентина и Уругвай. Излиза в Буенос Айрес от 1936 до 1939 година.
| Годишнина | Броеве | Дата                         |
| --------- | ------ | ---------------------------- |
| I         | 1 – 12 | 1 април 1936 – декември 1939 |

От вестника са намерени само броеве № 1 от 1 април 1936 година, № 32 от 15 юли 1937 година и № 48 - 56 от 15 март - 15 юли 1938 година.
Вестникът е издаван от доктор Тома П. Давидов и Никола Казанджиев. Първоначално е частно издание, а впоследствие се издава от Сдружение „Народна трибуна“. Стои на леви позиции. Подкрепя Испанската република в Гражданската война (1936 - 1939) и се противопоставя на надигането на милитаризма. В края н 1939 година властите забраняват пренасянето на вестника от Централната поща и той спира.